# James Gardner (cyclisme)
Pour les articles homonymes, voir Gardner.
James Gardner, né le 28 mars 2005, est un coureur cycliste néo-zélandais. Il est membre de l'équipe MitoQ-NZ Cycling Project.

## Biographie
James Gardner est originaire de la région d'Otago. Cycliste depuis son plus jeune âge, il participe actuellement à des compétitions sur route et sur piste. Il a aussi pratiqué le VTT,. Dans les catégories de jeunes, il accumule les titres de champion national. Il devient par ailleurs champion d'Océanie junior de la course aux points en 2023. Cette même année, il représente son pays natal aux championnats du monde sur piste juniors.
En 2024, il intègre l'équipe MitoQ-NZ Cycling Project, qui évolue au niveau continental. Tout comme la saison précédente, il s'impose sur l'étape inaugurale du Tour de Southland. Il remporte également le titre de champion de Nouvelle-Zélande du critérium chez les élites. En 2025, il est sacré champion national du critérium et de la course en ligne parmi les espoirs. En plus du cyclisme sur route, il gagne l'omnium aux championnats nationaux sur piste.

## Palmarès sur route

### Par année
- 2020
  - 2e du championnat de Nouvelle-Zélande du contre-la-montre U17
- 2021
  -  Champion de Nouvelle-Zélande du contre-la-montre U17
  -  Champion de Nouvelle-Zélande du critérium U17
- 2022
  -  Champion de Nouvelle-Zélande sur route juniors
  - Gore to Invercargill Classic
  - Fight for Yellow Tour :
    - Classement général
    - 3e étape

  - Prologue, 2e et 5e étapes du Tour de Southland juniors
- 2023
  - Tour de Southland juniors :
    - Classement général
    - 1re, 3e et 5e étapes

  - 1re étape du Tour de Southland
  - 3e du championnat de Nouvelle-Zélande du contre-la-montre juniors
- 2024
  -  Champion de Nouvelle-Zélande du critérium
  - 2e étape du Fight for Yellow Tour
  - 1re étape du Tour de Southland
  - 3e du Fight for Yellow Tour
- 2025
  -  Champion de Nouvelle-Zélande sur route espoirs
  -  Champion de Nouvelle-Zélande du critérium espoirs
  - Tour of Plainfield

### Classements mondiaux
| Année            | 2024 |
| ---------------- | ---- |
| UCI Oceania Tour | 104e |

## Palmarès sur piste

### Championnats d'Océanie
- Brisbane 2023
  -  Champion d'Océanie de course aux points juniors

### Championnats nationaux
- 2023
  -  Champion de Nouvelle-Zélande de poursuite juniors
  -  Champion de Nouvelle-Zélande de course aux points juniors
  -  Champion de Nouvelle-Zélande de l'omnium juniors
- 2024
  - 2e du championnat de Nouvelle-Zélande du scratch
- 2025
  -  Champion de Nouvelle-Zélande de l'omnium
  - 2e du championnat de Nouvelle-Zélande de poursuite par équipes